# Simon's Town
Simon's Town (staves også – men ukorrekt – Simonstown) er en by med 6569 (2011) indbyggere og flådestation i nærheden af Cape Town (Kapstaden) i Vest-Kapprovinsen i Sydafrika. Byen ligger ud til False Bay på østsiden af Kaphalvøen. Landet rejser sig brat tæt ved havets bred, og en by med huse fra kolonitiden ligger på det relativt smalle land mellem havet og bjergene, der rejser sig inde på land. Havnen er ikke i sig selv en specielt god naturhavn, så der er bygget moler og bølgebrydere ud i havet med kæmpeblokke i tusindvis hugget ud af sandstensklipperne bag byen. Byen er opkaldt efter Simon van der Stel, som var guvernør i Kapkolonien da boerne regerede i landet. Stel var grundlægger af vinbyen Stellenbosch, som ligeledes har sit navn fra ham.
Med sin beliggenhed tæt på Kapstaden fungerer byen i dag som forstad for denne, og Simon's Town er stationsby på Cape Towns Southern Line, en jernbanelinje, som løber i den sydlige udkant af Kapstaden. Stationen i Simon's Town er den sydligste stationsbygning på hele det afrikanske kontinent. Jernbanelinjen har på nogle strækninger nogle meget spektakulære forløb langs den østvendte kyst. I dårligt vejr kan man sågar opleve, at bølgesprøjt fra False Bay slår ind over toget.
Gennem mere end to århundreder har byen huset en stor flådestation. Placeringen i læ for Atlanterhavets og Det indiske Oceans bølger inde i False Bay har gjort det til Sydafrikas vigtigste flådehavn, først for den engelske flåde og sidenhen for den sydafrikanske. Helt frem til 1955 var flådestationen britisk, men The Simon's Town Agreement, som var en aftale mellem England og Sydafrika, gav sydafrikanerne mulighed for at udvide deres flådeaktiviteter ved at overtage både flådebasen og flådens reparationsværft i Simon's Town.
Formelt blev Simon's Towns flådebase overdraget til Sydafrika den 1. april 1957, hvor landets hidtidige primære flådestation blev flyttet hertil fra Durban. Frem til 1976 var flådens hovedkvarter placeret på basen, hvorefter det blev flyttet til Pretoria, som tidligere havde huset dette.

## Historie
Under Anden Boerkrig (1899-1902) var Simon's Town en vigtig forsyningshavn for Storbritannien. 1910 udvidede Royal Navy havnen med en ny østlig havn og tørdok og dermed havn og værft-plads til de store dampskibe

## Turisme
Boulders Beach er et populært turistområde i nærheden Simon’s Town, med en badestrand beskyttet af spredte klippestykker. Området ligger ca. 20 minutters kørsel fra Kapstaden. Ved stranden er der en koloni af afrikanske brillepingviner, som opstod i 1985. Der findes kun to andre pingvin-fastlandskolonier i Sydafrika. Selv om kolonien er beliggende i nærheden af et boligområde er det et af de få steder, hvor pingvinerne kan observeres på tæt hold og alligevel vandre frit i en beskyttet natur. Fra blot to ynglepar fra starten er pingvin-kolonien vokset til omkring 3.000 fugle i nutiden. Årsagen er sandsynligvis mindre kommercielt fiskeri med flydetrawl i False Bay, og dermed et øget antal af sardiner og ansjoser, der er en del af pingvinerne kost. Pingvinerne er bedst set fra Foxy Beach, hvor et center modtager besøgende som kan iagttage fuglene på tæt hold.